# Рао, Амрита
Амрита Рао (хинди अमृता राव; род. 7 июня 1981, Бомбей) — индийская актриса

 и модель. Снялась в многочисленных фильмах Болливуда и в фильме на языке телугу.

## Биография
Родилась 7 июня 1981 года в Бомбее, Индия.
Прежде чем начать свою актёрскую карьеру, Рао появлялась в различных рекламных роликах во время учёбы в колледже. Её первое появление на публике было в видеоклипе на песню «Alisha Chinai Woh Pyar Mera». В 2002 году Рао сыграла свою первую главную роль Анджали Тапар в фантастическом триллере Раджа Канвара «Зов любящей души», за который она была номинирована на премию «Filmfare» за лучший дебют в 2003 году. На сайте Planet Bollywood о её игре в фильме отзывались так: «Амрита Рао — настоящая победительница, с её танцевальными способностями, невинной внешностью и достойной игрой».
В мае 2003 года она снялась вместе с Шахидом Капуром в романтическом фильме «Какая она, любовь», где сыграла студентку колледжа. Игра Рао в фильме принесла ей несколько наград, в том числе премию IIFA в номинации «Звезда года» (2004).
Её роль в романтическом фильме «Помолвка» (2006) — одна из самых запоминающихся её ролей.
Роли Рао в фильмах «Добро пожаловать в Саджанпур» (2008) и «Я рядом с тобой!» (2004) принесли ей премию «Звездная пыль» за лучшую женскую роль и номинацию на лучшую женскую роль второго плана на «Filmfare Awards» соответственно. Она появлялась в качестве приглашённой звезды в фильмах «Heyy Babyy» (2007), «Shaurya» (2008), «Life Partner» (2009) и «Jaane Kahan Se Aayi Hai» (2010). Газета «Times of India» назвала Рао одной из «50 самых сексуальных женщин 2011 года».

### Личная жизнь
Рао описывает свою семью как «очень консервативную семью ― традиционную, индуистскую, индийскую семью», а себя как очень либеральную. Она вышла замуж за своего бойфренда Анмола, радиожокея, через 7 лет после знакомства, 15 мая 2016 года в Мумбаи.